# Brassia escobariana
Brassia escobariana är en orkidéart som beskrevs av Leslie Andrew Garay. Brassia escobariana ingår i släktet Brassia och familjen orkidéer. Inga underarter finns listade i Catalogue of Life.